# 1080
Cette page concerne l'année 1080  du calendrier julien.   Pour les articles homonymes, voir 1080 (homonymie).
L'année 1080 est une année bissextile qui commence un mercredi.

## Événements
- Automne : début de la révolte de Nicéphore Mélissènos en Asie mineure contre l'empereur byzantin Nicéphore III Botaniatès (fin le 4 avril 1081)[1].
- Le sultan Saljûqide Malik Shah Ier envoie une ambassade à Byzance pour demander la capture des fils de Kutulmush, dont l’activité en Anatolie contrarie ses projets de conquête de l’Égypte. Le pouvoir impérial, aveugle, continue à considérer que Mãlik-Shah représente le vrai danger : c’est en tant que vassal de Byzance que Suleyman ibn Kutulmuch entreprend de soumettre l’Est anatolien après 1081[2].
- Les Arméniens, fuyant les Seldjoukides, s'exilent en Cilicie. Il se regroupent autour du prince Roupen, qui se rend indépendant des Byzantins et fonde le royaume arménien de Cilicie (fin en 1375)[3].
- Le pouvoir musulman du Caire, sous le vizir Badr al-Djamali, use de complaisants évêques coptes, envoyés auprès de l’empereur d’Éthiopie, pour aider à la diffusion de l’Islam. En 1080, sept mosquées bâties à l’instigation du métropolite Sévère sont détruites par le souverain qui jette l’Abouna en prison[4]. Badr al-Djamali menace l’empereur d’Éthiopie de détruire toutes les églises chrétiennes d’Égypte si les musulmans ne sont pas mieux protégés, mais le souverain chrétien menace à son tour de détruire La Mecque. À cette époque, en Égypte, se développe la croyance que le Négus peut affamer le pays en retenant l’eau du Nil[4].
- Début du règne de Jayavarman VI, roi du Cambodge, usurpateur (fin en 1107)[5].

### Europe
- 27 janvier : victoire de Rodolphe de Souabe sur l'empereur Henri IV à Flarchheim[6].
- 7 mars, concile de Rome : Le pape Grégoire VII excommunie de nouveau l’empereur Henri IV[6]. Il reconnaît le prétendant Rodolphe de Souabe.
- 12 avril/8 mai[7] : concile de Burgos instaurant le rite liturgique romain en Castille[8].
- 17 avril : mort d'Harald Hen. Début du règne de Knut IV le Saint (né vers 1040), roi de Danemark (fin en 1086)[9].
- 8 mai : le mariage d'Alphonse VI de Castille et de Constance de Bourgogne est attesté[10].
- 25 juin : l’antipape Clément III (1080-1100) est élu au conciliabule de Brixen avec le soutien de l’empereur[6].
- 29 juin : le pape Grégoire VII se rend en Pouilles auprès de Robert Guiscard pour en recevoir l'hommage et lui donner l'investiture. Contraint de rechercher la protection des Normands, il  encourage les entreprises de Robert Guiscard dans les Balkans[6].
- 15 octobre : 
  - Bataille de Hohenmölsen. Rodolphe de Souabe est vainqueur de l’empereur Henri IV près de l'Elster. Blessé, il meurt le lendemain à Mersebourg[11].
  - Les troupes de la comtesse Mathilde de Toscane sont vaincues à Volta près de Mantoue par les Lombards, partisans d'Henri IV et de l'antipape Clément[12].

- Les habitants de l’île de Gotland fondent un comptoir à Novgorod[13].
- La ville de Newcastle est fondée en Angleterre par Robert Courteheuse, envoyé par son père pour contenir les Écossais[14].
- Première mention de Tourcoing (Nord) dans un texte officiel, il s'agit d'un acte de donation de l'abbaye d'Harelbecque, qui a pour témoin un certain Saswallus de Torcoin[15].
- Élie, comte de Périgord, cède ses droits sur Brantôme à l’abbé de La Chaise-Dieu[16].
- Le rabbin Josef ibn Ferrusel (es) « Cidiello », devient conseiller et médecin du roi Alphonse VI de Castille (fin en 1095)[17].